# Muzîci, Kiev-Sveatoșîn
Muzîci (în ucraineană Музичі) este localitatea de reședință a comunei Muzîci din raionul Kiev-Sveatoșîn, regiunea Kiev, Ucraina.

## Demografie
Componența lingvistică a localității Muzîci
     Ucraineană (94,47%)
     Rusă (4,88%)
     Alte limbi (0,36%)
Conform recensământului din 2001, majoritatea populației localității Muzîci era vorbitoare de ucraineană (94,47%), existând în minoritate și vorbitori de rusă (4,88%).